# Aneurisma
Un aneurisma (substantiu provinent del grec: ανευρυσμα) és una dilatació localitzada en un vas sanguini (artèria o vena) causada per una degeneració o afebliment de la paret vascular. Els aneurismes més freqüents són els arterials i llur localització més habitual és a la base del cervell (el polígon de Willis) i a l'aorta (la principal artèria que surt del cor).

## Classificació
- Aneurismes verdaders: estan formats per tots els components de la paret arterial: la sang es manté dins els límits de l'aparell circulatori. Per exemple: aneurisma ateroescleròtic, sifilític i congènit.
- Aneurismes falsos o pseudoaneurismes: són hematomes extravasculars que comuniquen amb l'espai intravascular, tot formant un hematoma pulsatiu. La paret vascular està estripada i la paret externa de la bossa aneurismàtica està formada només per les capes externes de l'artèria, teixit perivascular o un coàgul de sang.
- Aneurisma cardíac: dilatació de la paret ventricular del cor (aneurisma septal, aneurisma ventricular).
- Aneurisma cerebral saculat: saculació petita d'una artèria cerebral, generalment al polígon de Willis a la base del cervell.
- Aneurisma fusiforme: deformació en forma de fus de la paret arterial.
- Aneurisma micòtic: aneurisma causat pel creixement de microorganismes a l'interior de la paret del vas.
- Aneurisma traumàtic: format com a conseqüència d'una lesió física a la paret vascular.

## Localització
Els aneurismes poden ocórrer en qualsevol lloc on hi hagi una artèria.
- Intracranials (també anomenats cerebrals), ocorren amb major freqüència a l'artèria cerebral anterior, que forma part del cercle de Willis. Els següents llocs més freqüents es troben a l'artèria caròtida interna.[1]
- No intracranials (95% dels casos), sorgeixen en un punt distal de l'origen de les artèries renals, a l'aorta abdominal infrarenal, i són una malaltia principalment causada per l'arterioesclerosi. L'aorta toràcica també pot estar-hi involucrada. Una forma corrent d'aneurisma aòrtic toràcic implica l'eixamplament de l'aorta proximal i l'arrel aòrtica, i això duu a una insuficiència aòrtica.

Mentre la majoria dels aneurismes ocorren de forma aïllada, la concurrència d'aneurismes de gra de l'artèria comunicant anterior del polígon de Willis està associada amb l'autosoma dominant de la poliquistosi renal. La tercera etapa de la sífilis també es manifesta amb aneurisma aòrtic, que es deu a la pèrdua de vasa vasorum a la túnica adventícia.